# Hexablemma cataphractum
Hexablemma cataphractum är en spindelart som beskrevs av Lucien Berland 1920. Hexablemma cataphractum ingår i släktet Hexablemma och familjen Tetrablemmidae.
Artens utbredningsområde är Kenya. Inga underarter finns listade i Catalogue of Life.